# Gryckån
Gryckån är Voxnans största biflöde inom Ovanåkers kommun, och i Hälsingland (bara Björnån i Dalarna är jämförbar).

## Beskrivning
De stora källsjöarna är Lillskogssjön (Los socken, Ljusdals kommun) och Lindstasjön (Los socken) med Lillskogsån/Gryckån som rinner till övre Lången (delvis Los socken) och Nöungen (delvis Los socken) samt den största källsjön Stor-Öjungen (Ovanåkers kommun) med Öjungsån till Nöungen, som alltså alla sammanflödar i övre Nöungen. Nedströms de sammanhängande sjöarna Nöungen/Grycken, från sjöarna Stora och Lilla Gillingen delar ån upp sig i naturvetenskapligt intressanta fåror och strandområden, bitvis med svämmade sidofåror i Gillingsbäcken, som avrinner till huvudfåran Gammelån i Gryckån.
Från trakten av Gropabo/Mattsmyra rinner nedersta Gryckån huvudsakligen lugnflytande och särskilt kanotingpopulärt i Hylströmmens isälvs deltaområde och har här eroderat och starkt meandrat sig alltmer djupt ner i flacka sandmäktiga hedområden inför utloppet till Voxnan vid Kronbron, en bit nerströms Vinströmmen i Voxnan, efter länsväg 296 (Losvägen från Voxna).
Gryckån är ett kärnområde för den genuina utterstammen inom övre Voxnan. Bäver, öring, harr, flodkräfta och flodpärlmussla kan påträffas sparsamt i åsystemet med några tillhörande bäckar eller mindre åar. Sjösystemet och nedre Gryckån är ett populärt kanot- och sportfiskevatten.

## Historik
Gryckån har varit betydelsefull som flottningsled i ett århundrade under flottningsepoken i Voxnan, som avslutades efter en sista allmän flottning år 1965.
Ån har som brukligt ända från flottningsepokens början här inom skogs- och avrinningsområdet under 1860-talet allteftersom flottledsrensats på hindrande stenblock, åfåran har också rätats, avsmalnats, omgrävts och kanaliserats. Hinder i stränder och bottnar har alltså efter hand rensats bort, sprängts och till sist med accelererande insatsfart maskinrensats. Bottnarna i åfåran har grundligt urskrapats med caterpillrar till sprängstenskantade diken. Så skedde ända intill de allra sista flottningsåren i ån. Flottningsföreningen försökte rationalisera och förbilliga flottningen så långt det var möjligt, i konkurrensen mot den allt tilltagande utbyggnaden av skogsbilvägnätet och den därför sammanhängande utvecklingen av de fördelaktigare och allt lönsammare timmerbiltransporterna, och mot de ökande lönekostnaderna för manuellt flottningsarbete, allt under 1950- och 1960-talen.
Ån har numera, som följd av minskning av bottenytan, urskrapning och strömkoncentrering därför ett onaturligt ändrat och utarmat bestånd av bottenlevande organismer, som är födan för strömfisken, vilket medfört svultna, dvärgväxta och svaga bestånd av strömfisken i ån. Endast några helt otillräckliga återställningsåtgärder av strömhabitaten har hittills utförts i ån, under slutet av 1990-talet.
Ån hade under flottningsepoken också försetts med ett flertal spardammar på lämpliga ställen i åfåran och därtill med några större sjödammar för tillfällig vattenansamling till samlat vattensläpp, nödvändigt för det passerande flottgodset.

## Ån idag
De dämda stora sjöarna Lången och Nöungen/Grycken används numera sedan flottningen upphörde för årsreglering av vatten, vilket gör vattenflödet nerströms Grycken, i den ekologiskt och för friluftsliv och sportfiske mest intressanta delen av Gryckån, starkt påverkat och omändrande av habitaten genom onaturlig högsta vattenföring under kallaste vintern, med bildning av krav och kravis, strandis och bottenis. Efter tömningen vintertid sker reglering för återfyllning av magasinen med utebliven eller svag vårflod och sedan fortsatt oftast med onaturligt lågt vattenflöde under sommaren och hösten. Alltså med en onaturlig hydrologisk årscykel som naturligt ska ha minimiflöde vintertid och maximum under vårfloden. Detta reglerande av vattendrag kallas därför för omvänd vattenföring med vinterns naturliga lägsta vattenföring lagd till sommartid, något som alltså ej förekommit under flottningsepoken och som är jämte flottledsrensningen de nu viktigaste orsakerna till den störda försvagade biologiska mångfalden i ån.
Gryckån är alltså idag en kvarvarande flottledsrensad kanal för snabb vattenföring (förr för timmerframföringen), som numera är använd reglerad till så kallad omvänd vattenföring, med framföring av driftsvatten till vattenkraftverken nerströms i Voxnan och nedre Ljusnan. Ån har en stor potential för återställning av strömhabitaten för den biologiska mångfaldens återutveckling och för gynnsamt fritidsfiske och naturturismen genom återställande åtgärder, samt efter omprövning/ändring av vattendomar till återställning av hydrologiskt naturlig vattenföring i ån.
Flera konkreta åtgärder för behovet av biotopåterställningar i bland annat Gryckån har sammanställts, publicerade 1992, 1994, 2014, 2015 och 2019.